# Ведёрный узел
Ведёрный узел — узел-«самосброс», который позволяет спустить предмет вниз и забрать верёвку обратно на расстоянии от узла. Именно за это свойство он в большой чести у строителей, поскольку при необходимости с его помощью можно привязать и опустить с высоты ведро с раствором, связку досок, элементов строительных лесов, а затем без посторонней помощи сверху развязать его и вернуть верёвку. Или человек, спустившись по тросу вниз, одним рывком может развязать узел, завязанный наверху и трос упадёт к его ногам. Но при этом длина троса должна быть в 2 раза больше высоты, а коренной и ходовой концы различаться друг от друга чёткой маркировкой, чтобы раньше времени не приложить тягу к коренному концу и не совершить преждевременное развязывание узла. Применяют строители.

## Способ завязывания
1. Сложить петлю ходовым концом.
2. Обернуть петлёй предмет.
3. Сложить петлю ходовым концом второй раз.
4. Вытянуть коренной конец из первой петли и продеть в него вторую петлю.
5. Затянуть.

## Признаки
Плюсы
- Быстро и легко развязывать
- Позволяет развязать узел на расстоянии от завязанного узла и вернуть трос

Минусы
- Легко ошибиться при завязывании
- Коренной и ходовой концы необходимо пометить разной маркировкой (если намереваются спускаться на узле и возвращать верёвку)

## Применение
В быту
- Применяют строители для подъёма и спуска предметов и лёгкого быстрого развязывания верёвки